# Pier Luigi Bacchini
Pier Luigi Bacchini (Parma, 29 marzo 1927 – Parma, 5 gennaio 2014) è stato un poeta italiano.

## Biografia
Originario di Parma, in cui ha risieduto fino al 1993 — salvo alcuni spostamenti a Milano e a Roma per lavoro — ha vissuto sulle prime colline di Medesano sino al 2013. Dopo la maturità classica, si è iscritto, seguendo una tradizione familiare, alla facoltà di Medicina, poi abbandonata per seguire la vocazione poetica. Importante, in questa fase, fu anche la frequentazione di Salvatore Quasimodo, e poi di Francesco Flora. Debutta sul palcoscenico della poesia italiana nel 1954, a ventisette anni, con la raccolta Dal silenzio d'un nulla (Schwarz editore), che si fregia di un giudizio critico di Francesco Flora. Nel 1956 viene incluso nell'antologia La giovane poesia di Enrico Falqui (Roma, Colombo).
Sue poesie vengono successivamente presentate da Carlo Betocchi nella versione radiofonica dell'Approdo letterario.  Pubblica Canti familiari (1968), che arriva finalista ai premi Lerici Pea, Carducci, Gatti; pubblica in seguito Distanze fioriture (1981, Premio Pontano), con un risvolto di Attilio Bertolucci e una postfazione di Giorgio Cusatelli; successivamente, presso l'editore Garzanti, Bacchini pubblica Visi e foglie (1993), con cui si aggiudica, all'unanimità, il Premio Viareggio nello stesso anno. L'approccio scientifico al mondo naturale e umano, di ascendenza lucreziana, è visibile in Bacchini nell'utilizzo del lessico specifico delle scienze, soprattutto botanica e medicina, ed è presente con forza sin dalle poesie pubblicate negli anni Settanta su Nuovi Argomenti (1974) e sull'Almanacco dello Specchio di Mondadori (1978). Nei decenni, ha continuato ad affiancare con regolarità l'attività letteraria al lavoro in una multinazionale farmaceutica e alla vita familiare. Ha collaborato negli anni, tra le altre, alle riviste Paragone e Nuovi Argomenti, e alla pagina culturale della Gazzetta di Parma. Nel 1996 è in Svezia, chiamato dall'Università di Lund per una serie di incontri, letture, dibattiti. Nello stesso anno, viene storicizzato in Storia della civiltà letteraria italiana, storia della letteratura di Giorgio Barberi Squarotti per i tipi di UTET. Con Scritture vegetali (Mondadori 1999, premi S. Pellegrino, Rhegium Julii, Insula romana e altri) gli orizzonti poetici di Bacchini si aprono a una poesia nuova e ricca di suggestioni, anche religiose.
Bacchini indaga l'universo, ne analizza la struttura geometrica, cantando l'infinitamente piccolo e l'infinitamente grande, in una poesia che non è tuttavia priva di una tensione metafisica e di un afflato visionario. Nel 2003 pubblica, con una nota critica di Daniela Marcheschi, Cerchi d'acqua (Premio Giuseppe Giusti; Premio Unione Lettori Italiani, Roma), una raccolta di haiku e tanka, edita da Garzanti, nella prestigiosa collana "Gli Elefanti", volume in cui il poeta si misura con la brevità e la limpidezza del verso orientale. 
Durante lo stesso anno, pubblica per i tipi di Mup (Monte Università Parma Editore) e con una prefazione di Daniela Marcheschi, l'unico romanzo, L'ultima passeggiata nel parco, scritto e rivisto lungo gli anni. Nel 2004 è incluso nell'antologia Poeti italiani del secondo Novecento (Mondadori, collana "Oscar Classici moderni", a cura di M. Cucchi e S. Giovanardi). Da annoverarsi è pure la sua collaborazione pluriennale con il Teatro Lenz di Parma.
In Contemplazioni meccaniche e pneumatiche (Mondadori, 2005, Premio Pascoli, Premio Gozzano, Premio Il Litorale Ronchi Apuana), Bacchini riprende il verso lungo e frantumato che lo caratterizza, abbandonando le forme brevi di Cerchi d'acqua e amplia le principali tematiche scientifiche e umane delle raccolte precedenti, riscoprendo un nuovo sentimento del tempo e della Storia.
Nel 2005 Il comune di Parma lo premia con la medaglia d'oro del Premio S. Ilario, per i cittadini benemeriti (nel 2002, con il "San Giacomo d'oro" era stato fatto cittadino onorario di Medesano, la cui natura collinare ritorna a più riprese nella sua opera). Nel frattempo, suoi versi, che anticipano la raccolta successiva, sono di nuovo accolti nell'Almanacco dello Specchio (Mondadori 2006). Sempre nel medesimo anno, gli viene conferito alla carriera il Premio Trieste Scritture di Frontiera. Nel 2007, in occasione degli ottant'anni, il Dipartimento di Italianistica dell'Università di Parma,  su iniziativa di Paolo Briganti, gli dedica una serie di studi approfonditi e una bibliografia ragionata e completa, raccolti in un volume edito da UNI.NOVA (Per gli Ottanta di Bacchini).
Al 2009 risalgono i Canti territoriali, sempre per Mondadori (il titolo è un «termine etologico a indicare i canti amorosi e guerreschi degli uccelli»), in cui il poeta canta la varietà delle specie animali, vegetali e minerali, i vuoti siderali e le distese equoree, la tensione della storia che si risolve nell'abbraccio ricompositivo del tempo naturale, simboleggiato dal mare, e sfuma nel mito. In questo libro compare una nuova riflessione sul linguaggio. L'universo bacchiniano si popola di forme fluttuanti e policrome, che spiccano per vivacità e colore sullo sfondo di un paesaggio primordiale. Ponendosi sul solco di una linea poetica già consolidata, che Bacchini rinnova e indirizza verso originali orizzonti di pensiero e di conoscenza, si interroga sulla scienza, lasciando trapelare l'idea che essa, lungi dallo svelare il segreto della natura, ne accresca anzi il mistero e il fascino (La campagna ha segreti / nonostante la botanica e gli studi topografici, / e si popola di solitudini, specie di notte, / o al sole ammattito di luglio). Del 2009 è anche un consistente saggio che Daniela Marcheschi dedica al poeta, pubblicato in un volumetto per i tipi di Zona Franca.
Nel settembre 2010 con i Canti territoriali, si aggiudica il Premio Brancati e il Premio Val di Comino. Mentre suoi inediti vengono accolti di nuovo sull'Almanacco dello Specchio (2010-11), nell'estate del 2011 gli viene assegnato alla carriera il Premio Parma Poesia Festival, da parte del Comune di Parma. Nel gennaio 2012 riceve, sempre alla carriera, il Premio Fondazione Roma; nel giugno dello stesso anno, a Fossano, la giuria presieduta da Giorgio Barberi Squarotti gli assegna, ancora alla carriera, il premio "Una vita per la poesia". Nel maggio 2013 la casa editrice Mondadori lo celebra pubblicando, nella prestigiosa collana degli "Oscar", Poesie 1954-2013, a cura di Alberto Bertoni, volume che raccoglie, nella forma di opera omnia bacchiniana, l'intera sua produzione poetica. Si spegne il 5 gennaio 2014, all'età di quasi ottantasette anni. Oggi, sue poesie sono incluse (oltre che in diverse antologie) in testi scolastici in regolare adozione nelle scuole italiane. Nell’ottobre del 2018 a Palazzo del Governatore in Parma si svolge un convegno di studi sulla sua opera.